# Carlota Subirós
Carlota Subirós (Barcelona, 1974) és una directora teatral i dramaturga catalana. Llicenciada a l'Institut del Teatre. És una de les fundadores junt amb el director-actor Oriol Broggi de la companyia teatral la Perla29. Va ser directora resident del Teatre Lliure i des del 2013 està en el comitè de lectures del Teatre Nacional de Catalunya És filla de l'assagista i filòsof Josep Subirós.

## Obres
Ha dirigit i adaptat les següents obres:
- El Malguanyat de Thomas Bernhard al Teatre Lliure 1997.
- Ària del diumenge de Joan Oliver al Tnc 1999.
- Dies de festa Un dia d'aquest; Dies de festa de Carlota Subirós Festival de Sitges 1999.
- I mai no ens separarem de Jon Fosse Teatre Malic 2001.
- El Paradís oblidat de David Plana TNC 2002.
- Liliom de Ferenc Molnár Sala Beckett 2003.
- L'Oficiant del dol de Wallace Shawn Teatre Lliure 2003.
- Nits Blanques de Fiodor Dostoievski Teatre Lliure 2004.
- Amor, fe, esperança de Ödön von Horváth Festival Grec 2005.
- Marie i Bruce de Wallace Shawnal Teatre Lliure 2005.
- Menys emergències de Martin Crimp a la Sala Beckett 2005.
- Els Estiuejants de Maxim Gorki al Teatre Lliure 2006.
- Otel·lo de William Shakespeare al Teatre Lliure 2006.
- Après moi de Lluïsa Cunillé al Teatre Lliure 2007.
- L'Home de la flor a la boca de Luigi Pirandello a la Biblioteca de Catalunya 2007.
- Jugar amb un tigre de Doris Lessing alTeatre LLiure, 2008.
- Alícia un viatge al país de les meravelles i a l'altra banda del mirall de Lewis Carroll al Teatre Lliure, 2009.
- La Febre de Wallace Shawn al Teatre Lliure, 2010.
- Les tres germanes d'Anton Txékhov al Teatre Lliure, 2011.
- La rosa tatuada de Tennessee Williams al Teatre Nacional de Catalunya, 2013.
- Maria Rosa d'Àngel Guimerà, al Teatre Nacional de Catalunya, 2016.
- Sol solet... d'Àngel Guimerà al Teatre Nacional de Catalunya, 2018.
- La nit de la iguana de Tennessee Williams al Teatre Nacional de Catalunya, 2021.